# Diego Corrales
Pour les articles homonymes, voir Corrales.
Diego Corrales (né le 25 octobre 1977 à Sacramento, Californie - mort le 7 mai 2007) est un boxeur américain qui a détenu le titre de champion du monde des poids super-plumes et légers. Il est considéré comme l'un des boxeurs les plus résistants des années 2000.

## Carrière
Né à Sacramento en Californie, Diego « Chico » Corrales passe très jeune professionnel. À 19 ans, en 1996, il affronte Everett Berry qu'il met KO en trois rounds. Ceci marque le début d'une longue carrière. Deux ans plus tard, invaincu en 25 combats (dont 23 KO), il affronte Gairy St Clair qu'il bat le 18 décembre 1998 aux points. Il devient alors champion du monde IBF des super-plumes. Il défend cinq fois son titre IBF contre tout d'abord Claude Victor Martinet (KO 5), Roberto Garcia, John Brown (aux points en 12 rounds) et Derrick Gainer (KO en 3 rounds). En 2000, il affronte le puncheur Angel Manfredy. Mais dans ce duel de puncheurs, c'est Corrales qui s'impose en 3 rounds. En 2001, il rencontre le grand espoir Floyd Mayweather Jr. Lors de la présentation d'avant combat, les deux boxeurs en viennent aux mains. C'est Mayweather qui s'impose en 10 rounds en envoyant Corrales cinq fois à terre.
Après cette très dure correction, Diego Corrales mettra 2 ans avant de remonter sur un ring. Il remonte en 2003 le temps de détruire quatre très faibles adversaires: Michael Davis (KO en 5 rounds), Rocco Cassiani (KO au 1er round), Felix St Kitts et Damian Fuller (battus en 3 rounds). Corrales (37 victoires, 1 défaite) affronte alors le cubain champion Olympique Joel Casamayor (29 victoires, 1 défaite). Mais malheureusement, blessé sur un coup irrégulier, il est arrêté. Il réclame alors une revanche qu'il obtient le 6 mars 2004. Corrales fait alors preuve d'une grande force mentale et défait Casamayor malgré un knock down au 10ème round.
Le 7 octobre 2004, il affronte le champion du monde des poids légers WBO Acelino Freitas (35 victoires aucune défaite) invaincu en 15 championnats du monde. Corrales ne se laisse pas intimider et domine Freitas l'envoyant 3 fois à terre dans le combat avant de conclure au 10e round. Il redevient alors champion du monde. Un an après, il ajoute le titre WBC au WBO en battant José Luis Castillo dans un combat mémorable car les deux adversaires se dominent tour à tour. Castillo envoie Corrales 2 fois à terre dans la 10e reprise. Mais Corrales se relève et dans cette même reprise le déborde tellement que l'arbitre est contraint d'arrêter le combat (combat qui sera élu combat de l'année 2005). Malheureusement, cette très dure victoire laisse des séquelles car lors de la revanche, le combat est de nouveau violent mais cette fois Corrales cède à la 4e reprise. Un an après, il perd la belle contre Casamayor aux points en 12 rounds. Et en 2007, il perd contre Joshua Clottey qui le domine du début à la fin l'envoyant à terre au 9e et 10e round.
Le 7 mai 2007, un mois exactement après sa défaite, Diego Corrales décède dans un accident de moto. Il avait 29 ans.